# سمير بوشلاغم
سمير بوشلاغم سباح تونسي من مواليد 6 جانفي 1961. تحصل على ميدالية فضية في سباق 200 متر سباحة حرة في دورة الألعاب العربية 2023 بتوقيت 1:53.70.

## مواضيع ذات صلة
- دورة الألعاب العربية 2023
- تونس في دورة الألعاب العربية 2023